# Kajus Augustyniak
Kajus Mścisław Augustyniak (ur. 26 czerwca 1962 w Świeciu) – polski dziennikarz, rzecznik prasowy.

## Życiorys
Ukończył II LO w Tomaszowie Mazowieckim, a następnie filologię polską (1986) i kulturoznawstwo (1988) na Uniwersytecie Łódzkim. W latach 80. publikował w prasie niezależnej (tzw. drugiego obiegu). Należał do Solidarności Walczącej oraz Niezależnego Zrzeszenia Studentów (od 1981).
W latach 1990–1992 był członkiem Partii Wolności. Współpracował z „Gazetą Wyborczą” (1989–1990) i był pracownikiem tygodnika „Solidarność Walcząca” (Poznań), a od 1990 do 1997 roku „Wiadomości Dnia” (Łódź) jako dziennikarz, szef działu miejskiego oraz krajowego. Publikował m.in. w „Tygodniku Solidarność”, „Nowinach” (Rzeszów) i „Tyglu Kultury”.
W latach 1998–2002 był szefem Rady Nadzorczej „Tygodnika Solidarność”, a od 1998 do 2001 redaktorem naczelnym periodyku młodzieżowego „Grenzenlos – Bez Granic”. W latach 1997–2002 był dyrektorem Biura Prasowego oraz rzecznikiem Komisji Krajowej NSZZ „Solidarność”, a także (2000) kandydata na prezydenta reprezentującego Akcję Wyborczą Solidarność – Mariana Krzaklewskiego. W 2002 został rzecznikiem prasowym prezydenta Łodzi Jerzego Kropiwnickiego i funkcję tę pełnił do 2010; do 31 grudnia 2006 był również dyrektorem jego Biura Prasowego. W latach 2002–2006 był członkiem Rady Programowej TVP Polonia, a od 2003 do 2010 roku wiceprzewodniczącym Rady Nadzorczej Portu Lotniczego im. Władysława Reymonta w Łodzi. W 2011 wszedł w skład Rady Programowej „Tygodnika Solidarność”, a w 2012 Telewizji Łódź. Od 15 lipca 2021 do 2024 był dyrektorem Instytutu Polskiego w Nowym Delhi.
Jest członkiem Stowarzyszenia Wolnego Słowa. Autor poradnika dla rzeczników prasowych i rysunków (publikowanych w „Głosie Szczecińskim”).
W 2020 „za zasługi w działalności na rzecz środowiska dziennikarzy polskich” odznaczony Brązowym Krzyżem Zasługi.